# Giovanni Paternò
Giovanni Paternò (Catania, ... – Palermo, 24 gennaio 1511) è stato un arcivescovo cattolico italiano, nominato cardinale da Giulio II, anche se non è chiaro se la decisione sia stata resa pubblica prima della sua morte.

## Biografia
Natìo di Catania, era figlio di Rodrigo e di Bona Orioles dei Baroni di San Pietro. Apparteneva alla linea dei baroni del Pantano Salso della famiglia Paternò.
L'8 gennaio 1479 Sisto IV lo elesse vescovo di Malta. Venne consacrato a Roma nella chiesa di San Lorenzo in Lucina dal cardinale Giovanni Battista Zeno, coadiuvato da Marco, arcivescovo di Colossi, e Giuliano Maffei, vescovo di Bertinoro.
Innocenzo VIII lo elevo arcivescovo il 6 luglio 1489, trasferendolo alla sede metropolitana di Palermo, dove morirà nel 1511.
Secondo numerose fonti fu creato cardinale da Giulio II, ma egli era troppo vecchio e poco dopo se ne morì senza ricevere il galero; inoltre fu tre volte presidente del Regno.

## Genealogia episcopale
La genealogia episcopale è:
- Cardinale Giovanni Battista Zeno
- Arcivescovo Giovanni Paternò, O.S.B.